# اشبورن، دربی‌شر
اشبورن، دربی‌شر (به انگلیسی: Ashbourne, Derbyshire) یک منطقهٔ مسکونی در انگلستان است که در میدلند شرقی واقع شده‌است.

## نگارخانه

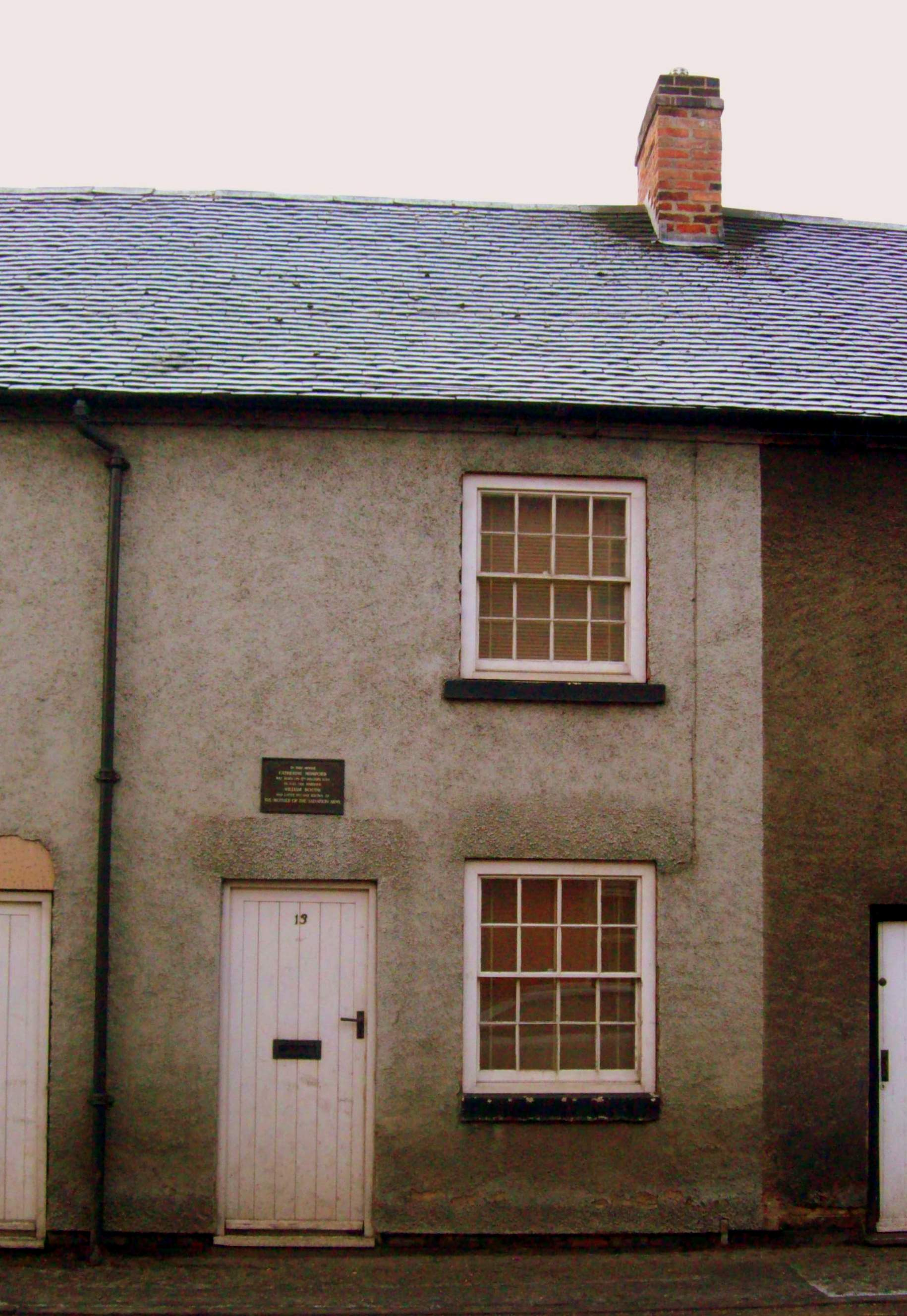
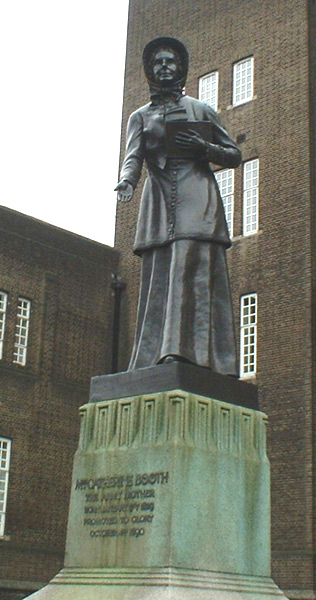
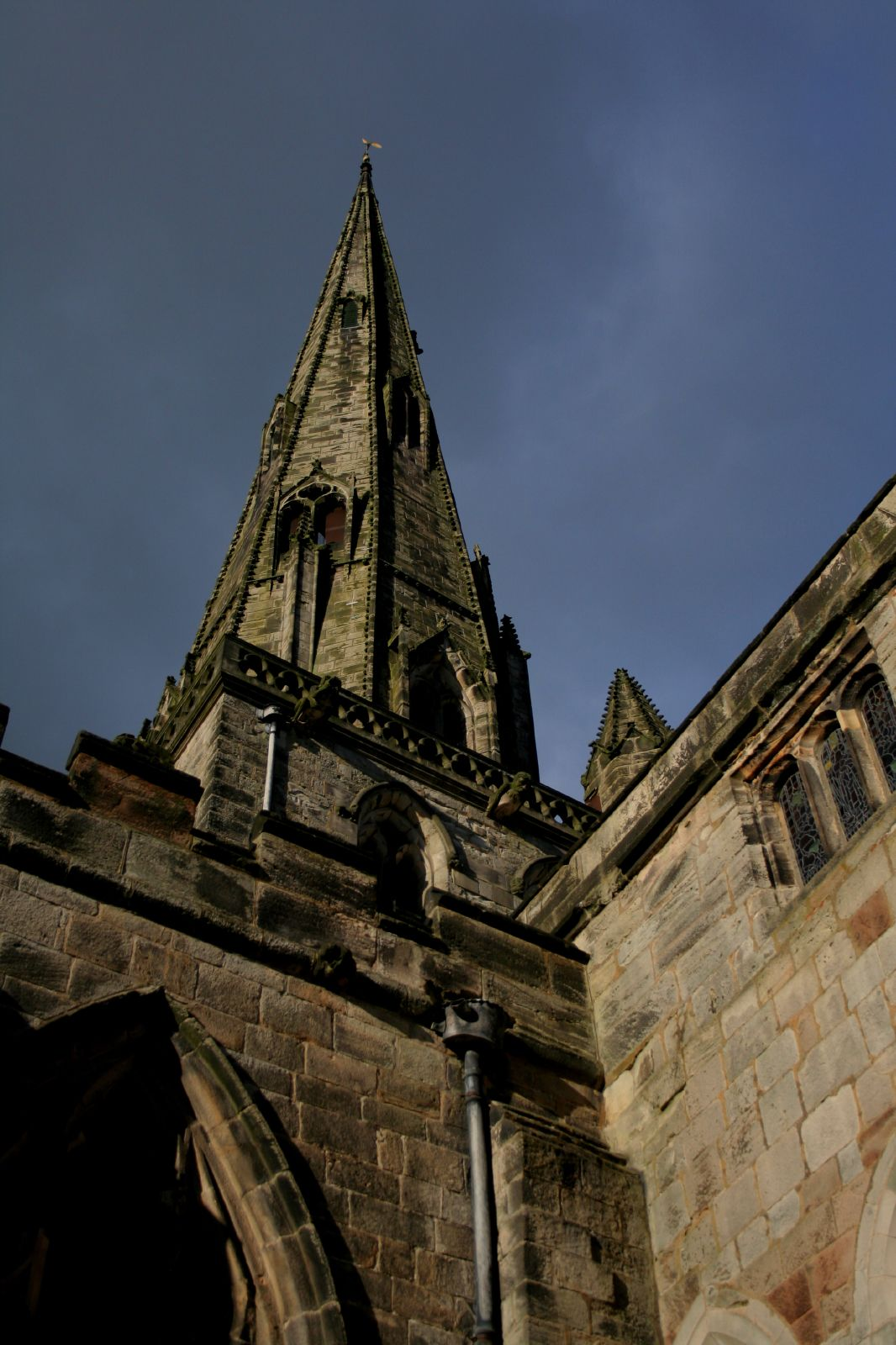

## خصوصیات
اشبورن ۱۰٬۳۰۲ نفر جمعیت دارد.